# Honda Civic (Primera Generación)
 Para una vista general de todas las generaciones véase Honda Civic
La primera generación del Civic fue lanzada al mercado en julio de 1972. Inicialmente tenía una carrocería Cupé de dos puertas, a la que se añadió un Hatchback de tres puertas en septiembre de ese año. Más tarde fueron añadidos los Hondamatic (con transmisión automática) y Civic CVCC en 1973. Estos fueron complementados en 1974 por el deportivo Civic RS, y una versión Station Wagon. Durante tres años consecutivos, desde 1972 a 1974, el Civic recibió el premio al "Coche de Año en Japón". Fuera de Japón, el Civic CVCC obtuvo un alto reconocimiento en los Estados Unidos. En 1973, el Civic quedó en tercer lugar en la elección del Coche del Año en Europa, el mejor resultado hasta el momento obtenido por un vehículo japonés. En los EE. UU., la campaña publicitaria para introducir el Civic fue "Honda, lo hacemos simple."

## La crisis del petróleo en EE. UU. y su éxito
Honda comenzó a vender el primer civic con un motor 4 en línea transversal de 1,169 cc  en EE.UU por unos 2.200$. El Civic fue desarrollado en gran parte como una plataforma totalmente nueva, y fue el resultado de tomar el anterior Honda N600 y aumentar la longitud, anchura, altura y distancia entre ejes. La cilindrada del motor fue casi el doble que el anterior N600 (599 cc), con dos cilindros más. El coche producía cerca de 50 hp (37 kW) de potencia e incluía frenos de disco delanteros, asientos de vinilo, asientos reclinables, y un tablero imitación madera que tenía muchas similitudes con el posterior Rover SD1. La versión hatchback añadido un asiento trasero abatible, radio AM y tapicería de tela. El coche tenía suspensión independiente delantera y trasera. La transmisión manual de cuatro velocidades era estándar. Las opciones para el Civic se mantenían al mínimo, que constaban de aire acondicionado, transmisión automática llamada Hondamatic, neumáticos radiales y limpiaparabrisas trasero para la ventana trasera para el hatchback. El coche realizaba un consumo de 5,9l./100 km en carretera, el vehículo pesaba 680 kg.
Las características del Civic le permitieron superar a los competidores americanos, como el Chevrolet Vega y Ford Pinto. Cuando la crisis del petróleo de 1973 golpeó, muchos estadounidenses se optaron por coches económicos. Debido a la economía americana, las calidades de los coches nacionales eran pobres y cada vez peor debido a los crecientes costes para los fabricantes. La cultura japonesa tiene una larga tradición de exigencia de calidad coches económicos, y el creciente deseo de Estados Unidos en la década de 1970 por este tipo de coches bien hechos que ofrecían un buen millaje frente al gasto de combustible benefició la posición del Honda Civic, Toyota Corolla y Datsun B210 en el lucrativo mercado de los EE. UU.

### La época dorada de los motores CVCC

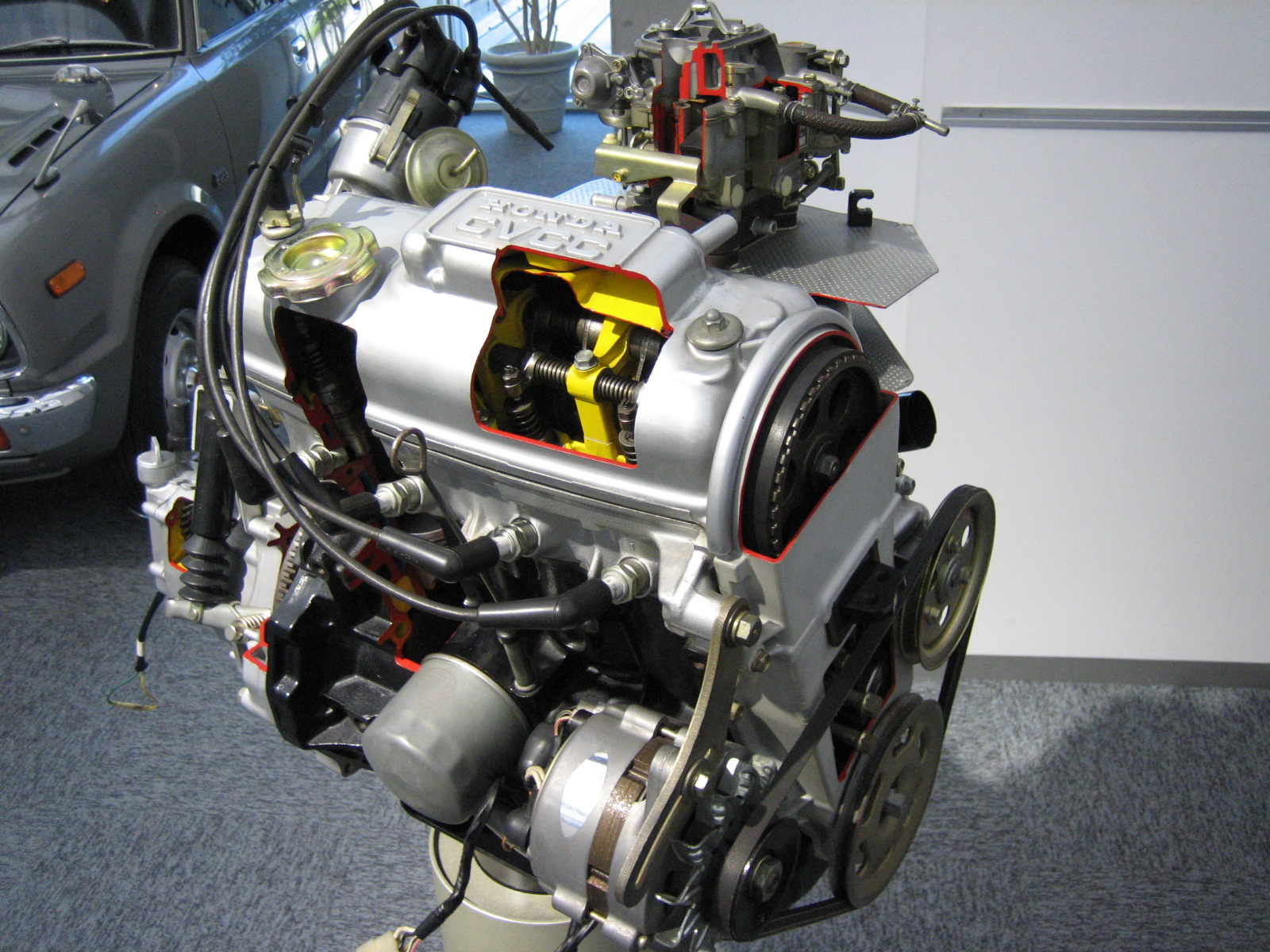
Motor CVCC

En 1974, el tamaño de motor del Civic creció levemente, hasta 1237 cc y la potencia subió a 52 CV (39 kW). Con el fin de cumplir el nuevo estándar de impacto de parachoques a 8 km/h, el parachoques del Civic creció 18 cm, aumentando la longitud total hasta 3731 mm. El motor CVCC (Compound Vortex Controlled Combustion) se estrenó en 1975 y fue ofrecido como motor estándar en la elección del Civic. El motor ED1/3 CVCC de 1488 cc rendía 53 CV (40 kW) y tenía un diseño visual más limpio y una combustión más eficiente. El diseño CVCC eliminó la necesidad de convertidores catalíticos o combustible sin plomo para satisfacer las cambiantes normas de emisiones, a diferencia de casi cualquier otro coche mercado de los EE. UU. Debido a las estrictas normas de emisiones de California, sólo el modelo CVCC de Civic se ofrecía en ese estado. Esto creó una ventaja de ventas en favor de Honda con productos equipados con la tecnología CVCC, que ofrecía al comprador la posibilidad de elegir cualquier tipo de combustible que el quisiera, y gracias a no tener necesidad de añadir equipos de emisiones para el uso de combustible con plomo, el comprador podría usar cualquier producto de gasolina disponible.  Esta fue también una ventaja a algunas regiones de América del Norte que tenían que racionar los suministros de gasolina disponibles debido a la escasez periódica de la época. La transmisión manual de cinco velocidades estaría disponible desde 1974, al igual que la versión station wagon (sólo con el motor ED2/4 CVCC), que tenía una distancia entre ejes de 2280 mm y una longitud total de 4060 mm. Las ventas de Civic aumentaron llegando a la increíble cifra de 100.000 unidades ese año.
1978 trajo ligeros cambios estéticos: la rejilla pasó a ser negra, sustitución de las rejillas de ventilación laterales y centrales y los intermitentes se montarón en el parachoques en vez de en la parrilla. El motor CVCC ahora rendía 60 cv (45 kW).

### Primeros fallos y llamada a revisión
La primera generación de Honda Civic eran conocidos por su oxidación en menos de tres años a partir de la compra donde se usaba sal en el invierno. El importador de los EE. UU., American Honda Motor Company, firmaron un decreto de consentimiento final con la Comisión Federal de Comercio que proporcionan a los propietarios de Civics de 1975-1978 con guardabarros oxidados derecho a recibir reemplazos o reembolso. Al final, casi 1 millón de propietarios de Honda fueron notificados de que sus defensas podían ser reparadas o cambiadas por el fabricante sin costo alguno. Alrededor del 10% de todos los Honda vendidos se inspeccionaron por un distribuidor, y la compañía tenía 180 días para reemplazar los guardabarros delanteros y las piezas de apoyo que mostraron oxidación dentro de los primeros tres años de uso.
Los Hondas eran tan vulnerables a la corrosión que la National Highway Traffic Safety Administration (NHTSA) también solicitó una llamada a revisión (La primera para el Honda Civic en EE. UU.). Esto se debía a que los brazos laterales de la suspensión, el travesaño delantero, y el apoyo menor del resorte del amortiguador podrían debilitarse a la exposición a sal. Un total de 936.774 vehículos fabricados entre el 09/01/1972 y el 08/01/1979 sufrieron reparaciones importante, en consecuencia Honda tuvo que reemplazar los componentes de la suspensión, o el fabricante debía comprar los coches con grave corrosión.
A la vez, la llamada a revisión por óxido de Honda fue la acción más grande de seguridad entre todas las marcas importadas en los EE. UU. Los Civics empezaron a ser conocidos por su "typical Honda rust" (el típico honda oxidado) en el mercado de coches usados.

## Fabricación fuera de Japón
La primera generación del Civic - un 1.2 litros - se ensamblaba en 1976 por "CKD kits" en Nueva Zelanda por el importador y distribuidor de Nueva Zelanda Motor Corporation (NZMC) en su planta en Petone cerca de Wellington. Esta fue la primera vez que un coche de Honda se había ensamblado fuera de Japón. El primer coche de la línea era de color amarillo brillante, con interior de color marrón y fue, en 1984, adquirido a su primer propietario, una dama por la compañía Honda Nueva Zelanda, que se había hecho cargo de NZMC, a cambio de un Honda City nuevo, también ensamblado en la misma planta. La primera generación del Civic NZ ofreció también como opción la transmisión de dos velocidades semiautomática "Hondamatic". Autos anteriores, desde 1973, habían sido importado y ensamblados por el Grupo Moller antes que NZMC se hiciera cargo de la franquicia de Honda, pero la disponibilidad era limitada debido a las restricciones a la acumulación de las importaciones. Todas las generaciones posteriores Civics se ensamblaron en Nueva Zelanda hasta que la fabricación de automóviles no cesara hasta 1998.

## Honda Civic RS

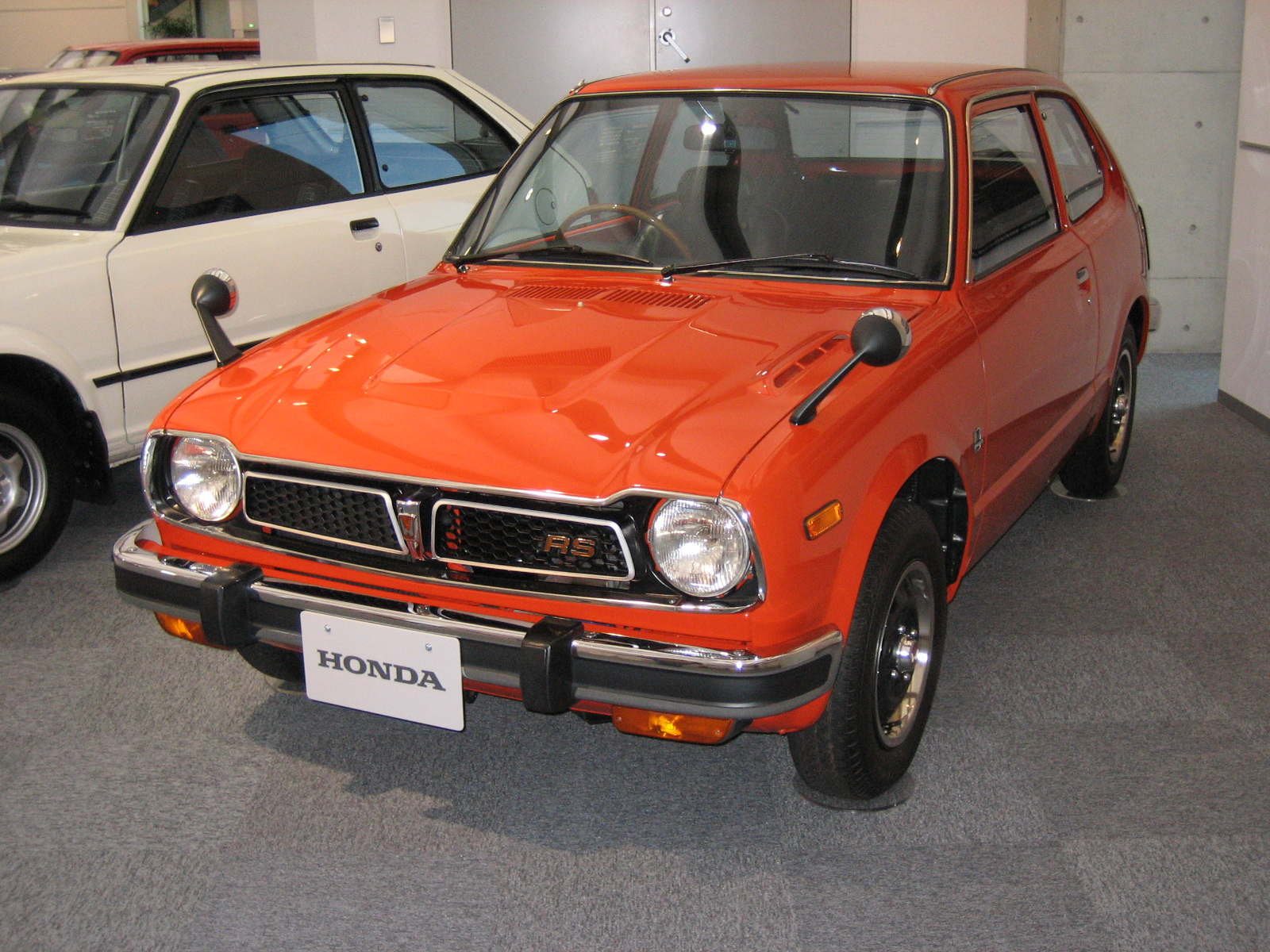
Honda Civic RS (1974–77)

Apodado Road Sailing (Navegante de carreteras), se trataba de un modelo más orientado hacia el rendimiento. Las modificaciones del motor incluyen dos carburadores Keihin, un colector de escape de mayor flujo, una mayor duración de leva (15 grados), pistones abovedados (compresión de 8.6:1) y fortalecieron los cojinetes del cigüeñal. El comportamiento se mejoró con un conjunto de muelles cortos y más rígidos (un 30% más), puntales rígidos y llantas de 13" (con neumáticos 155/80/R13) de radios negros con el borde pulido y "H" con fondo rojo en el centrador de la llanta, que fue el primer uso de Honda del fondo rojo sobre el logotipo. Además de la insignia RS en la parrilla, el modelo RS tenía otras diferencias exteriores como guardabarros acampanados, espejos retrovisores montados en las aletas y parachoques ligeramente diferente al modelo estándar. El RS sólo se vendía en colores rojo cálido/ naranja. En el interior predomina el vinilo negro, también incluye un volante y palanca de cambios de madera, consola central, agarraderas, tacómetro mecánico capaz de subir a 7000 rpm, medidores de combustible y temperatura y una salida de aire.
La culata del RS también era diferente de la del motor EB1 estándar. La cámara de combustión era más profunda, lo que permitió instalar válvulas más grandes. Los pistones en forma de cúpula compensaban el aumento del volumen de la combustión en la culata. Junto con las válvulas más grandes, la culata tenía puertos más grandes. El colector de entrada era diferente con un carburador mucho más grande. Este carburador también fue utilizado en los motores de Datsun 1600, por lo que muchas piezas eran más fáciles de encontrar en la época.  Referente a los pistones, si se utilizaban los del modelo RS con una culata EB1 estándar la relación de compresión era en torno a 11:1, una buena forma de aumentar la potencia incrementando la compresión.
- Relaciones de la transmisión de Civic RS
  - 1º 3.00 (Dientes 39 - 13)
  - 2º 1.79 (Dientes 34 - 19)
  - 3º 1.18 (Dientes 26 - 22)
  - 4º.85 (Dientes 22 - 26)
  - 5º.71 (Dientes 20 - 28)
  - Final 4.73 (Dientes 71 - 15)

## Galería

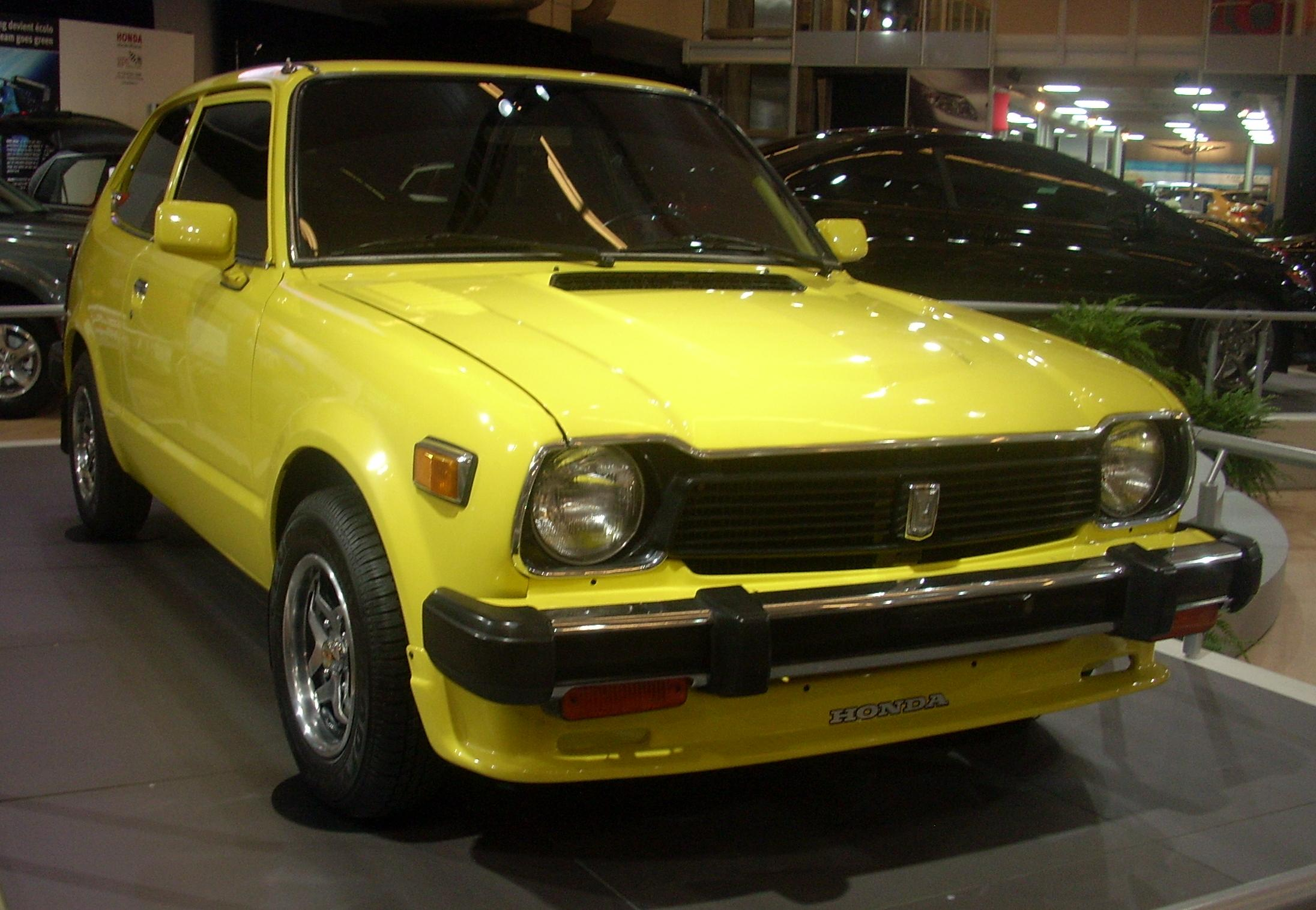
Honda Civic 3p (1973–75) en Montreal Auto Show '08
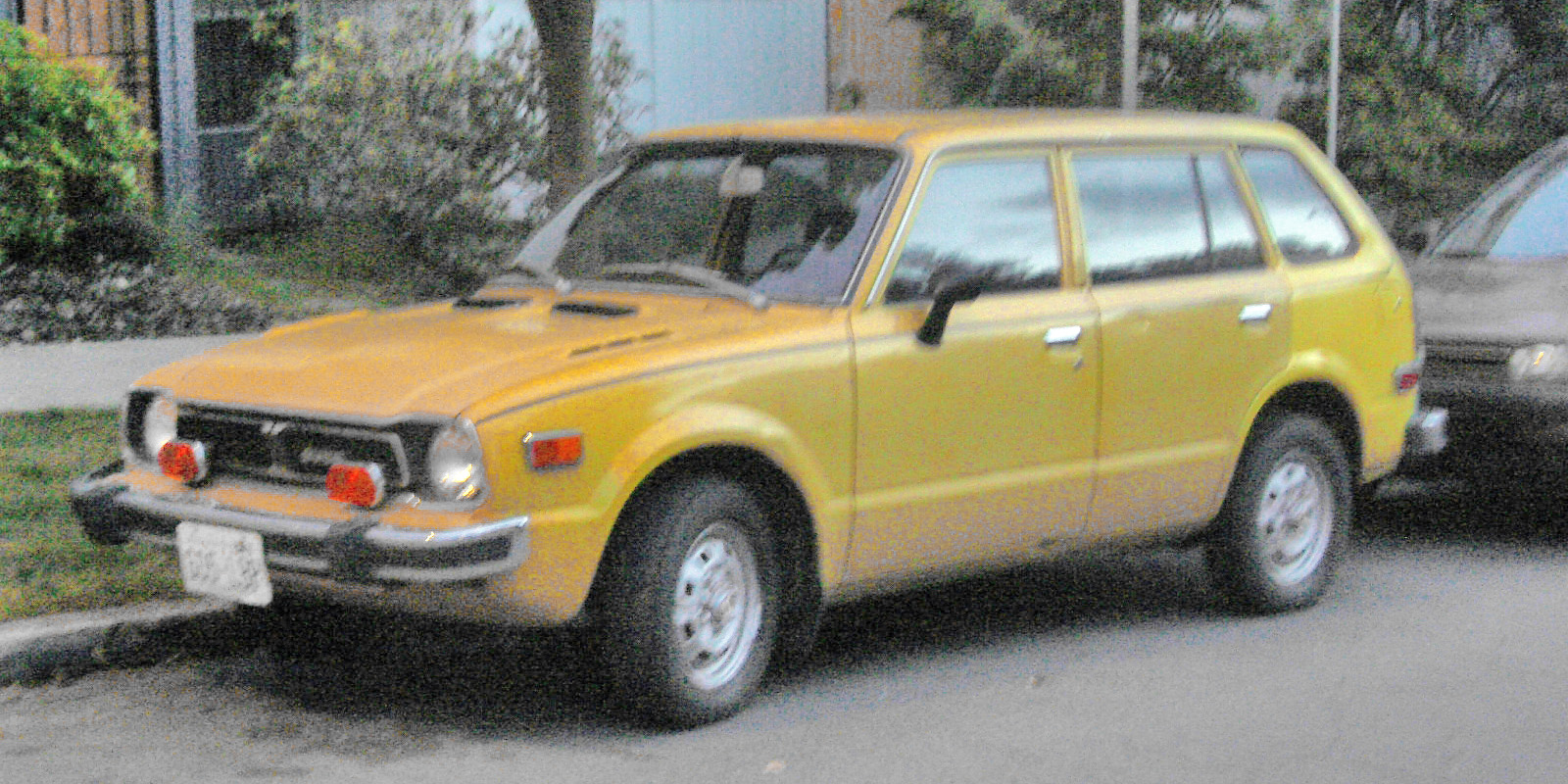
Honda Civic CVCC wagon (1976)
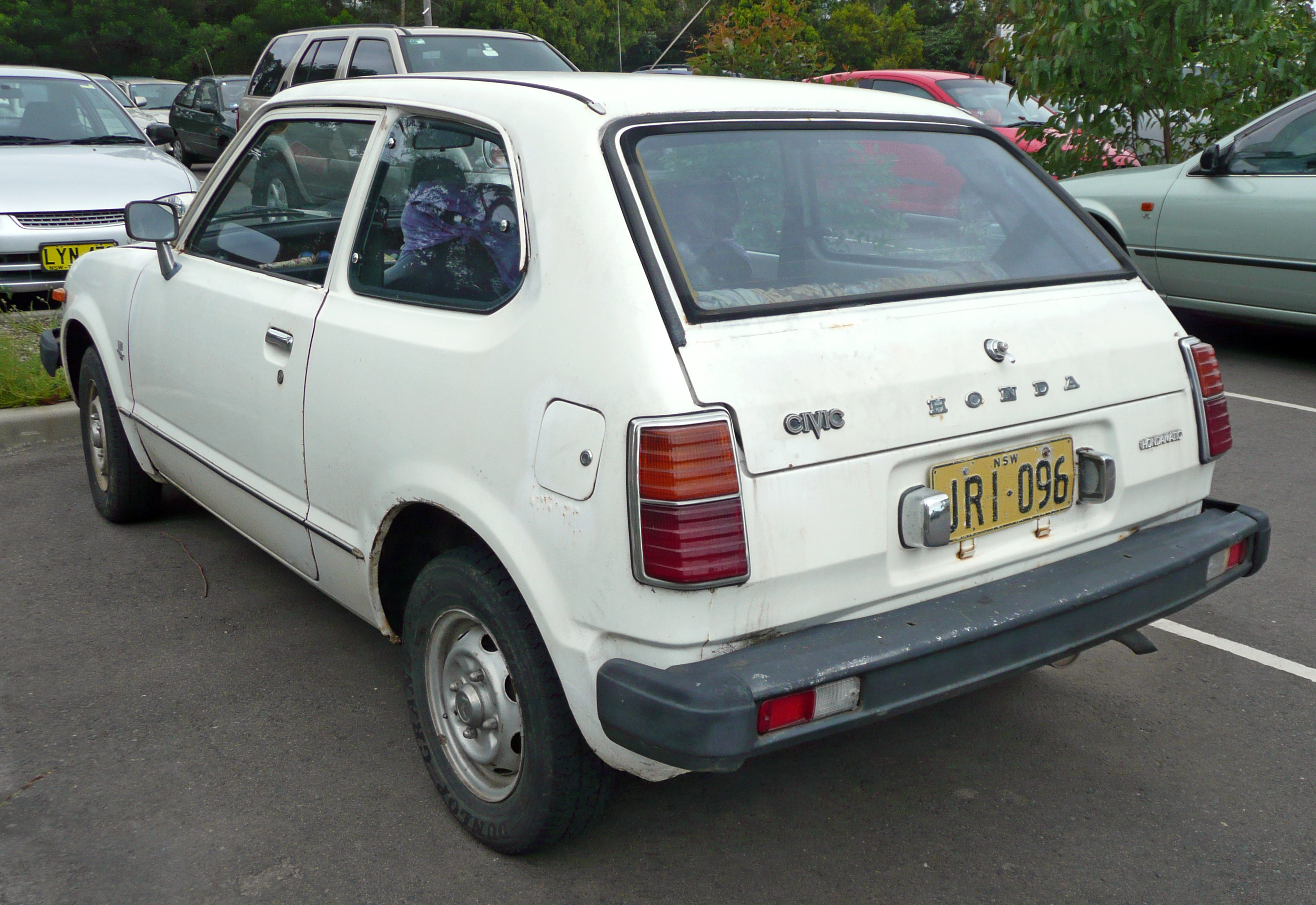
Honda Civic 3-p hatchback (1978–1979) (Australia)